# Danganronpa 2: Goodbye Despair
Danganronpa 2: Goodbye Despair est un jeu vidéo de type visual novel développé par Spike Chunsoft, sorti à partir de 2012 sur PlayStation Portable, PlayStation Vita, Windows, Mac OS, Linux. Le jeu est ensuite sorti dans les compilations Danganronpa 1•2 Reload et Danganronpa Trilogy sur PlayStation 4, et dans la compilation Danganronpa Decadence sur Nintendo Switch. Il s'agit de la suite de Danganronpa: Trigger Happy Havoc.

## Synopsis
Le synopsis du second opus reprend celui du premier volume : l'académie Hope's Peak est un lycée d'élite où seuls les étudiants les plus brillants sont acceptés,,,.
Alors qu'Hajime Hinata et 15 autres étudiants s'apprêtent à faire leurs premiers pas dans l'académie, ils se trouvent amenés sur l'Île Jabberwock pour une sortie scolaire supervisée par leur supposée professeure Usami qui est un lapin en peluche. La situation bascule lorsque Monokuma, l'ours en peluche et antagoniste du premier jeu, prend le contrôle de l'île et pousse les élèves à commettre un meurtre s'ils souhaitent quitter l'île : un procès suit chaque meurtre dans lequel les étudiants doivent démasquer le meurtrier, si les étudiants y parviennent le meurtrier se fait exécuter, dans le cas contraire les innocents meurent et le meurtrier s'échappe de l'île,,,.

## Système de jeu
De même que dans le précédent opus, Danganronpa 2 a deux modes de jeu : School Life, lui même divisé en Daily Life et Investigation ; et Class Trial. Dans le mode de jeu de séduction Daily Life, le joueur interagit avec les  personnages et progresse dans le scénario. Dialoguer avec des personnages au cours des périodes de Free Time débloque des objets nommés Hope Fragments, qui peuvent être échangés contre des compétences à utiliser lors des débats. Le joueur obtient par ailleurs de la monnaie dénommée Monocoins en trouvant des figurines Monokuma cachés et en performant lors des procès ; ces pièces peuvent être échangés contre des cadeaux à offrir aux personnages au cours des Free Time dans le but d'obtenir davantage de Hope Fragments. Le mode enquête s'active dès lors que le joueur trouve une scène de crime, le joueur doit alors chercher des indices pour l'aider au cours du procès à trouver le coupable,,.

## Accueil

### Ventes
Le jeu a été vendu à 69 000 exemplaires sur la version PSP lors de la 1re semaine de vente au Japon. La version PSP au Japon a venu 162 408 copies au total.En octobre 2021 plus d'un million de copies ont été vendues sur PC.